# Nina Ortlieb
Nina Ortlieb (Innsbruck, 2 de abril de 1996) es una deportista austríaca que compite en esquí alpino. Es hija del esquiador Patrick Ortlieb.
Ganó una medalla de plata en el Campeonato Mundial de Esquí Alpino de 2023, en la prueba de descenso. En la Copa del Mundo consiguió dos victorias y cuatro podios en total.

## Palmarés internacional
| Campeonato Mundial | Campeonato Mundial           | Campeonato Mundial | Campeonato Mundial |
| Año                | Lugar                        | Medalla            | Prueba             |
| ------------------ | ---------------------------- | ------------------ | ------------------ |
| 2023               | Courchevel/Méribel (Francia) | Medalla de plata   | Descenso           |